# Lista chorążych reprezentacji Sri Lanki na igrzyskach olimpijskich
Lista chorążych reprezentacji Sri Lanki na igrzyskach olimpijskich – lista zawodników i zawodniczek reprezentacji Sri Lanki, którzy podczas ceremonii otwarcia nowożytnych igrzysk olimpijskich nieśli flagę Sri Lanki.

## Chronologiczna lista chorążych
| Lp. | Rok i miejsce     | Chorąży                         | Dyscyplina    |
| --- | ----------------- | ------------------------------- | ------------- |
| 1   | 1948, Londyn      | Duncan White                    | Lekkoatletyka |
| 2   | 1952, Helsinki    | b.d.                            |               |
| 3   | 1956, Melbourne   | b.d.                            |               |
| 4   | 1960, Rzym        | b.d.                            |               |
| 5   | 1964, Tokio       | b.d.                            |               |
| 6   | 1968, Meksyk      | b.d.                            |               |
| 7   | 1972, Monachium   | Lucien Rosa                     | Lekkoatletyka |
| 8   | 1980, Moskwa      | b.d.                            |               |
| 9   | 1984, Los Angeles | Lalin Jirasinha                 | Żeglarstwo    |
| 10  | 1988, Seul        | Daya Rajasinghe Nadarajasingham | Strzelectwo   |
| 11  | 1992, Barcelona   | b.d.                            |               |
| 12  | 1996, Atlanta     | Sriyani Kulawansa               | Lekkoatletyka |
| 13  | 2000, Sydney      | Damayanthi Dharsha              | Lekkoatletyka |
| 14  | 2004, Ateny       | Susanthika Jayasinghe           | Lekkoatletyka |
| 15  | 2008, Pekin       | Susanthika Jayasinghe           | Lekkoatletyka |
| 16  | 2012, Londyn      | Niluka Karunaratne              | Badminton     |
| 17  | 2016, Rio         | Anuradha Cooray                 | Lekkoatletyka |
| 18  | 2020, Tokio       | Milka Gehani                    | Gimnastyka    |
| 18  | 2020, Tokio       | Chamara Repiyallage             | Judo          |